# Yves Schwartz
Pour les articles homonymes, voir Schwartz.
Yves Schwartz, né en 1942, est un philosophe français qui est progressivement passé de l'histoire des sciences et de l'histoire des techniques dans l'industrie aux questions philosophiques posées par le travail, et plus généralement par l'activité humaine.
S'appuyant notamment sur les acquis de l'ergonomie de langue française, il a créé à l'Université de Provence au début des années 1980 un dispositif original d'Analyse Pluridisciplinaire des Situations de Travail, devenu ensuite Institut d'Ergologie, destiné à approfondir la connaissance de l'agir industrieux en y associant les protagonistes de cette activité. Dans le champ des « ergo-disciplines », la démarche ergologique se distingue notamment par le rôle central qu'y joue la conceptualité canguilhémienne, et par les implications épistémologiques de celle-ci.
Avec Dominique Méda et le psychiatre Patrick Légeron, Yves Schwartz est chargé de l'analyse des résultats de la grande enquête « Quel travail voulons-nous ? » lancée par Radio France en 2011. Le 9 octobre 2017, il est élu membre correspondant de l'Académie des sciences morales et politiques à la place n°7 de la section I (philosophie), succédant à François Dagognet. Il est également membre du comité scientifique de la revue Education permanente.

## Biographie
Yves Schwartz est apparenté à la famille Debré par son père, le statisticien épidémiologiste Daniel Schwartz — fils, avec Bertrand et Laurent Schwartz, de Claire Debré — et à la famille Berr par sa mère, Yvonne Berr — sœur d'Hélène Berr et fille de Raymond Berr. Petit-fils d'Anselme Schwartz, il est également le frère de Maxime Schwartz, biologiste et directeur honoraire de l'Institut Pasteur et de Irène Schwartz, auteure et illustratrice de livres pour enfants.
Au terme d'une scolarité à l'École normale supérieure de la rue d'Ulm (1963-1967), il est reçu premier à l'agrégation de philosophie en 1967, devant un jury présidé par Georges Canguilhem. Celui-ci accepte de préfacer sa thèse, Expérience et connaissance du travail, qui transpose sur le terrain de l'activité de travail les problématiques canguilhémiennes d'épistémologie de la médecine (Le normal et le pathologique, 1943) et de la biologie (La connaissance de la vie, 1952). Dans ce texte, Canguilhem résume l'idée principale de cette transposition :

« Très attentif à la distinction entre travail prescrit et travail réel qu'il emprunte à l'ergonomie, Yves Schwartz s'intéresse au travail comme à un rapport du vivant humain à son milieu de vie — rapport non exclusivement subi, mais aussi orienté par le vivant lui-même. Par son enseignement universitaire, ses enquêtes, son insertion studieuse dans les espaces de travail en plein devenir, il s’est efforcé de clarifier et de mettre à l’épreuve sa conception du travail comme reprise et appropriation des contraintes initiales d’existence et d’exercice de capacités. À plusieurs reprises est cité le mot, percutant et profond, d’un ajusteur : « Jamais un ouvrier ne reste devant sa machine en pensant : je fais ce qu’on me dit ». Ce qui n’est qu’une autre façon, pour un travailleur, de dire ce qu’il entend dénoncer : l’aliénation qu’entraîne l’identification du labeur à un comportement strictement rationalisé. Faire, à quelque distance de ce qu’il est prescrit de faire, c’est — à la lettre — faire usage de soi, se prendre pour sujet micro-participant inévacuable des opérations productives. »

C'est son interaction étroite avec les ergonomes de l'école wisnérienne, et en particulier avec Jacques Duraffourg, qui ancre sa réflexion philosophique sur les recherches de terrain en analyse du travail. Aussi, avec Jean-Pierre Séris, Georges Friedmann et François Dagognet, il est cité par Canguilhem, dans sa conférence de 1990 « Qu'est-ce qu'un philosophe en France aujourd'hui ? », comme un exemple de philosophe classique qui s'engage pourtant dans l'étude philosophique des questions d'actualités.

## Apport scientifique
Dans le sillage du débat ouvert entre Louis Althusser (Pour Marx, 1965) et Lucien Sève (Marxisme et théorie de la personnalité, 1969), Yves Schwartz participe (avec entre autres Bernard Doray, Yves Clot et Lucien Sève) au groupe de travail interdisciplinaire de l'Institut de recherches marxistes qui donnera lieu à la publication du collectif Je : sur l'individualité en 1987. Intitulée « Travail et usage de soi », sa contribution reprend le concept spécifiquement canguilhémien de normativité individuelle (biologique et sociale) pour défendre l'idée que le sujet du travail n'est pas réductible à un point à l'intersection des rapports sociaux de production, mais qu'il constitue une "subjectivité sans intériorité" (selon le mot de Canguilhem en 1980) capable de retravailler les normes sociales qui le conditionnent. Cela amène, comme l'écrit Canguilhem, à « valider » les concepts de Marx « sous condition de repenser la relation entre travail abstrait et travail concret par la prise en compte (dans le rapport de production) de normes propres à l'acte vivant de travail ». Bernard Bourgeois, dans sa Post-face à cette même thèse, notait également les questions que posait au marxisme cette relecture marxienne du travail. L'auteur propose en effet le concept de "renormalisation" pour modéliser la façon dont le travail — irréductible à une application machinale des consignes — suppose toujours que la personne puisse s'approprier la prescription (c'est-à-dire la personnaliser en l'interprétant au vu de la situation).
Reconnaître ainsi qu'il faut interpréter la consigne pour l'adapter à des situations changeantes revient à affirmer l'existence de savoirs d'expérience (qui ne se limitent pas aux seuls savoir-faire, puisqu'ils ont une portée plus générale d'appréciation et d'analyse de la situation par le travailleur). Pour se donner les moyens de penser et de faire reconnaître ces savoirs d'une autre nature que les « savoirs institués » (savoirs académiques), Yves Schwartz propose le concept de « savoirs investis », un choix que Georges Canguilhem commente en ces termes :

« Ce qui est ici désigné par "expérience du travail" est l'effet d'une autre relation entre le concept et l'expérience. Il ne s'agit pas de conceptualiser du dehors une expérience prise pour objet. Il s'agit de saisir les concepts latents ou torpides qui font des actes du travailleur une expérience capable de se dire elle-même, à sa manière propre, mais susceptible d'élucidation critique. »

De même donc que Canguilhem écrivait (en 1952) : « La pensée du vivant doit tenir du vivant l'idée du vivant », de même écrit-il ici (en 1988) :  « La connaissance du travail ne saurait donc s'abstraire de l'expérience des forces productives ». Analyser le travail, c'est donc d'abord  — dans cette perspective — étudier la façon dont l'individu tente de constituer ses « normes propres » à partir des doubles contraintes où le mettent les conflits de prescriptions (du type : « Innovez mais ne prenez pas de risques », ou bien « Prenez des initiatives mais respectez les procédures »  par exemple). Au fil des années, il est conduit à inventorier les perspectives anthropologiques, épistémologiques, éthiques que ces rencontres du travail l'ont conduit à parcourir.
Les travaux publiés d'Yves Schwartz s'inscrivent également dans le champ de l'histoire des sciences, de l'histoire des techniques et des études canguilhémiennes. Avec Jean-François Braunstein et Jacques Bouveresse, il co-dirige en effet la publication du premier tome des Œuvres complètes de Georges Canguilhem, en 2011.